# Daïra de Hamadia
La daïra de Hamadia est une circonscription administrative de la wilaya de Tiaret. Son chef lieu est la commune éponyme d'Hamadia.

## Communes
- Hamadia (chef-lieu)
- Bougara
- Rechaïga